# Baron Harlech

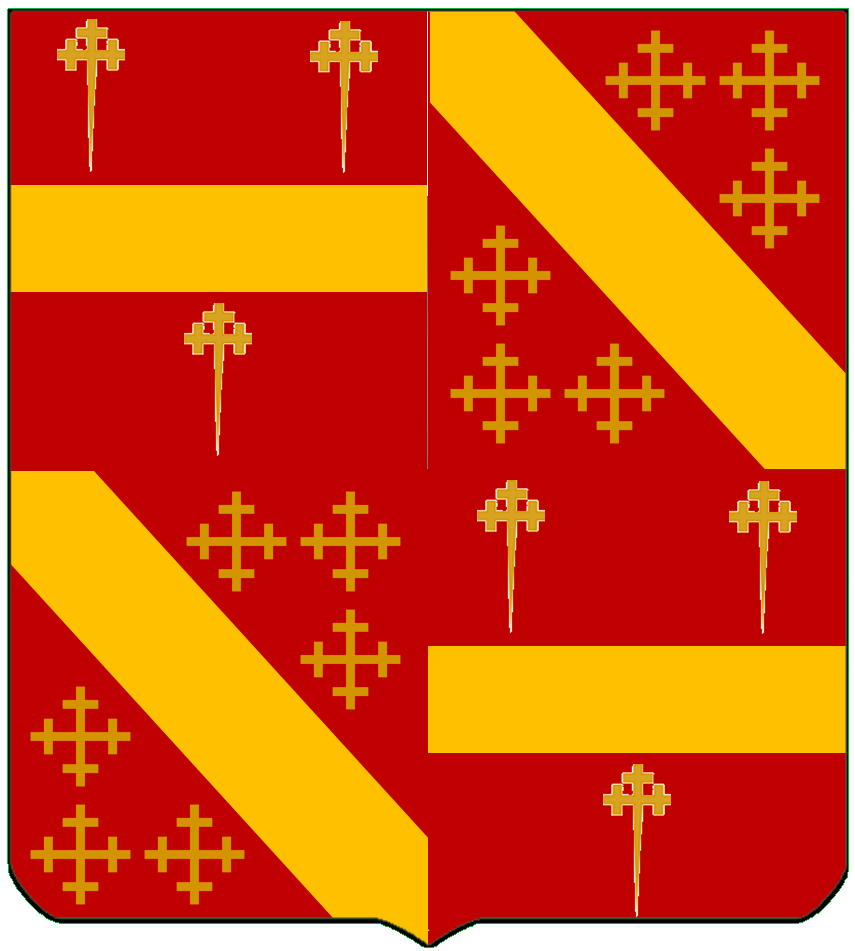
Heraldiskt vapen för Baron Harlech

Baron Harlech, av Harlech i grevskapet Merioneth, är en brittisk adelstitel. Den skapades 1876 för den konservative politikern John Ormsby-Gore, med syfte att ärvas av hans yngre bror William. Han hade tidigare representerat Carnarvon och North Shropshire i underhuset. Ormsby-Gore var äldste son till William Ormsby-Gore, parlamentsledamot för grevskapen Leitrim, Carnarvon och North Shropshire, och sonsons sonson till William Gore, tredje och yngste son till Sir Arthur Gore, 1:e baronet av Newtown, andre son till Sir Paul Gore, 1:e baronet av Magharabag, vars äldste son Paul var farfar till Arthur Gore, 1:e earl av Arran.
Lord Harlech efterträddes av sin bror William, den andre baronen. Han var tidigare konservativ parlamentsledamot för grevskapen Sligo och Leitrim och tjänstgjorde också som lordlöjtnant i grevskapet Leitrim i många år. Hans son, den tredje baronen, representerade Oswestry i underhuset som konservativ mellan maj 1901 och juni 1904. Han tjänstgjorde också som lordlöjtnant i grevskapen Leitrim och Merionethshire. Han efterträddes av sin son, den fjärde baronen. Han var en konservativ politiker och tjänstgjorde bland annat som generalpostmästare, som förste arbetskommissionär och som statssekreterare för kolonierna. Hans andre men äldste överlevande son, den femte baronen, var en framstående konservativ politiker och diplomat. Från 1961 till 1965 var han brittisk ambassadör i USA. Från och med 2016 innehas titeln av hans sonson, den sjunde baronen, som efterträdde sin far 2016.
ITV Wales & West är ett oberoende TV-bolag som grundades av David Ormsby-Gore, 5:e baron Harlech. Företaget var till en början känt som Harlech Television (HTV), men bytte namn 1970.
Familjens säte är Glyn Cywarch, nära Talsarnau, Gwynedd i Wales. Den tidigare familjesätet är Brogyntyn Hall, nära Oswestry, Shropshire. Den 7:e baronen sålde av nästan 2,6 miljoner pund i släktklenoder för att finansiera restaureringen av Glyn Cywarch.

## Baron Harlech (1876)
- John Ralph Ormsby-Gore, 1:e baron Harlech (1816–1876)
- William Richard Ormsby-Gore, 2:e baron Harlech (1819–1904)
  - William Seymour Ormsby-Gore (1852–1853)
- George Ralph Charles Ormsby-Gore, 3:e baron Harlech (1855–1938)
- William George Arthur Ormsby-Gore, 4:e baron Harlech (1885–1964)
  - Owen Gerhard Cecil Ormsby-Gore (1916–1935)
- (William) David Ormsby-Gore, 5:e baron Harlech (1918–1985)
  - Hon. Julian Hugh Ormsby-Gore (1940–1974)
- Francis David Ormsby-Gore, 6:e baron Harlech (1954–2016)
- Jasset David Cody Ormsby-Gore, 7:e baron Harlech (född 1986).

Det finns för närvarande ingen arvinge till baroniet.